# Bekaw
Bekaw – polski herb szlachecki.

## Opis herbu
W polu barwy nieznanej z prawa w skos przeciętej lew wspięty, a z obu jego stron korony trójzębne. W klejnocie nad hełmem w koronie pomiędzy dwoma piórami strusimi, zza skrzydła orlego pół lwa.

## Najwcześniejsze wzmianki
Herb z XVI wieku.

## Herbowni
Bekaw.